# Birdman (rapper)
 For alternative betydninger, se Birdman. (Se også artikler, som begynder med Birdman)
Bryan Williams (født 15. februar 1969), bedre kendt under sine kunstnernavne Birdman og Baby, er en amerikansk rapper, musikproducer og forretningsmand. Han er medstifter af Cash Money Records, og den ene halvdel af duoen Big Tymers.

## Diskografi
- 1993: I Need a Bag of Dope
- 2002: Birdman
- 2005: Fast Money
- 2007: 5 * Stunna
- 2009: Priceless
- 2012: Bigga Than Life